# Hofstetten-Flüh
Hofstetten-Flüh är en ort och kommun i distriktet Dorneck i kantonen Solothurn, Schweiz. Kommunen har 3 401 invånare (2023).
Kommunen består av ortsdelarna Hofstetten och Flüh.